# Andorás
Andorás (András) a hagyomány szerint a honfoglaló magyarok egyik vezérének leszármazottja, a csíkszentkirályi és krasznahorkai Andrássy család megalapítója.

## Legendája
A Szent István koronázásakor rendezett harci játékon egy többekkel győztesen vívott idegen lovaggal párbajozott, és annak páncéllal borított testét egy kardcsapással kettéhasította. Ezért a különleges erőt tanúsító tettéért kapta az erős nevet, és címerül egy kardos férfiút és koronát tartó kettős oroszlánt. Részt vett Szent Istvánnak a somogyi Kupa és az erdélyi Prokuj gyula ellen folytatott harcaiban is és a gyula legyőzése után ő lett a székelyek főbirója, mely méltóságot utódai örökségképpen kaptak. Három fia volt:
- Józsa, aki I. András királynak III. Henrik császárral folytatott háborúskodása alatt tűnt ki (1051), és Esztergom megmentése alkalmával halt hősi halált.
- Vid, aki szintén I. András király seregében szolgált. A király, Béla öccsének ellen vívott harcában 1061-ben a Tisza mellett halt meg.
- László, aki a testvérek közül örökölte apja méltóságát és atyja után Andorásinak hívták. A későbbiekben ez változott Andrásira. Utódai két ágra oszlottak az egyik Erdélyben viselt méltóságokat (csíkszentkirályi ág), a másik Magyarországon (krasznahorkai ág).[1]